# Championnats d'Europe de gymnastique artistique 2009
Navigation
Édition précédente Édition suivante
L’Union européenne de gymnastique a attribué les 3e Championnats d’Europe individuels de gymnastique artistique à la Fédération italienne de gymnastique. Celle-ci en a confié l’organisation à la ville de Milan. Ces championnats ont lieu du 29 mars 2009 au 5 avril 2009 et ont pour cadre le Datch Forum, le palais omnisport de Milan.
Chaque fédération est autorisée à présenter 6 gymnastes masculins et 4 gymnastes féminines. L’âge minimum des participants est fixé à 16 ans (naissance en 1993 ou années antérieures).

## Programme
| Mardi 31 mars - 10:30 - 12:30 : Entrainement féminin (Subdivision 1) - 13:30 - 15:30 : Entrainement féminin (Subdivision 2) - 15:45 – 17:45 : Entrainement féminin (Subdivision 3) - 18:00 – 20:00 : Entrainement féminin (Subdivision 4) Mercredi 1er avril - 10:00 - 12:30 : Entrainement masculin (Subdivision 1) - 12:45 - 15:15 : Entrainement masculin (Subdivision 2) - 15:30 - 18:00 : Entrainement masculin (Subdivision 3) - 20:00 - Cérémonie d'ouverture Jeudi 2 avril - 10:30 - 12:30 : Qualifications féminines (Subdivision 1) - 13:30 - 15:30 : Qualifications féminines (Subdivision 2) - 15:45 – 17:45 : Qualifications féminines (Subdivision 3) - 18:00 – 20:00 : Qualifications féminines (Subdivision 4) | Vendredi 3 avril - 10:00 - 13:00 : Qualifications masculines (Subdivision 1) - 14:00 – 17:00 : Qualifications masculines (Subdivision 2) - 17:30 – 20:30 : Qualifications masculines (Subdivision 3) Samedi 4 avril - 13:00 - 15:00 : Concours général individuel féminin - 15:30 - 17:30 : Concours général individuel masculin - 18:00 : Cérémonie de remise des résultats Dimanche 5 avril - 10:30 - 13:30 : Finale par engins (hommes : sol, cheval et anneaux ; femmes : saut et barres asymétriques) - 13:15 : Cérémonie de remise des résultats - 15:00 - 17:30 : Finale par engins (hommes : saut, barres parallèles et barre fixe ; femmes : poutre et sol) - 17:45 : Cérémonie de remise des résultats - 18:15 : Cérémonie de clôture |

## Podiums
| Épreuves                                        | Or                      | Argent                   | Bronze                                              |
| ----------------------------------------------- | ----------------------- | ------------------------ | --------------------------------------------------- |
| Hommes                                          |                         |                          |                                                     |
| Concours général individuel résultats détaillés | Fabian Hambüchen (GER)  | Daniel Keatings (GBR)    | Yury Ryazanov (RUS)                                 |
| Sol résultats détaillés                         | Fabian Hambüchen (GER)  | Matthias Fahrig (GER)    | Elefthérios Kosmídis (GRE) Alexander Shatilov (ISR) |
| Cheval d'arçons résultats détaillés             | Krisztián Berki (HUN)   | Louis Smith (GBR)        | Daniel Keatings (GBR)                               |
| Anneaux résultats détaillés                     | Yuri van Gelder (NED)   | Oleksandr Vorobyov (UKR) | Yordan Yovchev (BUL)                                |
| Saut de cheval résultats détaillés              | Thomas Bouhail (FRA)    | Flavius Koczi (ROU)      | Matthias Fahrig (GER)                               |
| Barres parallèles résultats détaillés           | Yann Cucherat (FRA)     | Mitja Petkovšek (SVN)    | Fabian Hambüchen (GER)                              |
| Barre fixe résultats détaillés                  | Vlasios Maras (GRE)     | Yann Cucherat (FRA)      | Nikolay Kuksenkov (UKR)                             |
| Femmes                                          |                         |                          |                                                     |
| Concours général individuel résultats détaillés | Ksenia Semenova (RUS)   | Ksenia Afanaseva (RUS)   | Ariella Kaeslin (SUI)                               |
| Saut de cheval résultats détaillés              | Ariella Kaeslin (SUI)   | Yulia Berger (RUS)       | Anna Kalashnyk (UKR)                                |
| Barres asymétriques résultats détaillés         | Elizabeth Tweddle (GBR) | Ksenia Semenova (RUS)    | Anja Brinker (GER)                                  |
| Poutre résultats détaillés                      | Yana Demyanchuk (UKR)   | Anamaria Tamirjan (ROU)  | Gabriela Dragoi (ROU)                               |
| Sol résultats détaillés                         | Elizabeth Tweddle (GBR) | Vanessa Ferrari (ITA)    | Ksenia Semenova (RUS)                               |

## Résultats détaillés

### Hommes

#### Concours général individuel
| Rang               | Gymnaste                   | Sol    | Cheval d'arçon | Anneaux | Saut   | Barres parallèles | Barre fixe | Total  |
| ------------------ | -------------------------- | ------ | -------------- | ------- | ------ | ----------------- | ---------- | ------ |
| Médaille d'or      | Fabian Hambuechen (GER)    | 15.500 | 13.850         | 14.750  | 16.025 | 14.225            | 14.825     | 89.175 |
| Médaille d'argent  | Daniel Keatings (GBR)      | 14.475 | 15.475         | 13.425  | 15.550 | 15.000            | 14.350     | 88.275 |
| Médaille de bronze | Yury Ryazanov (RUS)        | 14.375 | 14.575         | 14.625  | 15.000 | 14.775            | 14.850     | 88.200 |
| 4                  | Philipp Boy (GER)          | 14.600 | 13.875         | 13.825  | 14.975 | 14.350            | 15.200     | 86.825 |
| 5                  | Flavius Koczi (ROU)        | 14.300 | 13.575         | 13.225  | 16.475 | 14.625            | 14.575     | 86.775 |
| 6                  | Enrico Pozzo (ITA)         | 14.800 | 13.575         | 13.400  | 15.600 | 14.125            | 14.900     | 86.400 |
| 7                  | Daniel Purvis (GBR)        | 14.850 | 13.825         | 13.575  | 15.650 | 14.600            | 13.575     | 86.075 |
| 8                  | Alexander Shatilov (ISR)   | 14.475 | 13.675         | 13.625  | 15.675 | 14.350            | 14.150     | 85.950 |
| 9                  | Niki Boeschenstein (SUI)   | 13.975 | 13.250         | 14.125  | 15.775 | 14.825            | 13.800     | 85.750 |
| 10                 | Hamilton Sabot (FRA)       | 14.025 | 13.200         | 14.175  | 14.650 | 14.625            | 14.450     | 85.125 |
| 11                 | Vahang Stepanyan (ARM)     | 14.100 | 13.950         | 14.225  | 14.850 | 14.375            | 13.100     | 84.600 |
| 12                 | Manuel Campos (POR)        | 14.300 | 13.850         | 13.775  | 15.150 | 14.550            | 12.950     | 84.575 |
| 13                 | Samuel Piasecky (SVK)      | 13.700 | 13.700         | 12.775  | 15.425 | 14.850            | 13.950     | 84.400 |
| 14                 | Sami Aalto (FIN)           | 13.850 | 13.550         | 13.900  | 15.550 | 13.550            | 13.600     | 84.000 |
| 15                 | Dimitrios Markousis (GRE)  | 15.050 | 11.600         | 13.950  | 15.550 | 13.925            | 13.475     | 83.550 |
| 16                 | Artsiom Bykau (BLR)        | 13.875 | 13.225         | 13.725  | 15.450 | 13.525            | 13.725     | 83.525 |
| 17                 | Benoit Caranobe (FRA)      | 14.300 | 10.900         | 14.125  | 15.075 | 14.575            | 14.175     | 83.150 |
| 18                 | Christos Lympanovnos (GRE) | 13.250 | 13.025         | 13.550  | 15.475 | 13.775            | 13.750     | 82.825 |
| 19                 | Helge Vammen (DEN)         | 13.775 | 13.175         | 13.100  | 15.075 | 13.675            | 13.650     | 82.450 |
| 20                 | Dzmitry Savitski (BLR)     | 13.475 | 12.825         | 12.500  | 14.875 | 15.025            | 13.600     | 82.300 |
| 21                 | Jeffrey Wammes (NED)       | 14.400 | 11.250         | 12.700  | 16.150 | 12.975            | 14.600     | 82.075 |
| 22                 | M. Berbecar (ROU)          | 13.550 | 13.150         | 13.575  | 15.200 | 13.250            | 13.025     | 81.750 |
| 23                 | Gustavo Simoes (POR)       | 14.175 | 12.975         | 13.750  | 15.125 | 12.325            | 12.250     | 80.600 |
| 24                 | Sergio Munoz (ESP)         | 14.025 | 10.575         | 13.675  | 15.950 | 13.675            | 11.375     | 79.275 |

#### Sol
| Rang               | Gymnaste                   | Score D | Score E | Pén. | Total  |
| ------------------ | -------------------------- | ------- | ------- | ---- | ------ |
| Médaille d'or      | Fabian Hambuchen (GER)     | 6.3     | 9.150   |      | 15.450 |
| Médaille d'argent  | Matthias Fahrig (GER)      | 6.4     | 9.000   |      | 15.400 |
| Médaille de bronze | Elefthérios Kosmídis (GRE) | 6.5     | 8.850   |      | 15.350 |
| Médaille de bronze | Alexander Shatilov (ISR)   | 6.3     | 9.050   |      | 15.350 |
| 5                  | Anton Golotsutskov (RUS)   | 6.2     | 9.000   |      | 15.200 |
| 6                  | Oleksandr Yakubovsky (UKR) | 6.2     | 8.875   |      | 15.075 |
| 7                  | Enrico Pozzo (ITA)         | 6.1     | 8.925   | 0.1  | 14.925 |
| 8                  | Eddie Penev (BUL)          | 5.9     | 8.525   |      | 14.425 |

#### Cheval d'arçon
| Rang               | Gymnaste                  | Score D | Score E | Pén. | Total  |
| ------------------ | ------------------------- | ------- | ------- | ---- | ------ |
| Médaille d'or      | Krisztian Berki (HUN)     | 6.7     | 8.900   |      | 15.600 |
| Médaille d'argent  | Louis Smith (GBR)         | 6.5     | 9.050   |      | 15.550 |
| Médaille de bronze | Daniel Keatings (GBR)     | 6.5     | 9.000   |      | 15.500 |
| 4                  | Andrey Perevoznikov (RUS) | 6.6     | 8.600   |      | 15.200 |
| 5                  | Alberto Busnari (ITA)     | 6.4     | 8.775   |      | 15.175 |
| 6                  | Donna-Donny Truyens (BEL) | 6.7     | 7.850   |      | 14.550 |
| 7                  | Daniel Popescu (ROU)      | 6.4     | 7.125   |      | 13.525 |
| 8                  | Saso Bertoncelj (SVN)     | 6.0     | 7.150   |      | 13.150 |

#### Anneaux
| Rang               | Gymnaste                    | Score D | Score E | Pén. | Total  |
| ------------------ | --------------------------- | ------- | ------- | ---- | ------ |
| Médaille d'or      | Yuri van Gelder (NED)       | 6.6     | 9.150   |      | 15.750 |
| Médaille d'argent  | Oleksandr Vorobiov (UKR)    | 6.8     | 8.800   |      | 15.600 |
| Médaille de bronze | Jordan Jovtchev (BUL)       | 6.7     | 8.850   |      | 15.550 |
| 4                  | Matteo Morandi (ITA)        | 6.7     | 8.825   |      | 15.525 |
| 5                  | Daniel Pinheiro (FRA)       | 7.0     | 8.425   |      | 15.425 |
| 6                  | Konstantin Pluzhnikov (RUS) | 6.6     | 8.725   |      | 15.325 |
| 7                  | Matteo Angioletti (ITA)     | 6.6     | 8.675   |      | 15.275 |
| 8                  | Dimosthenis Tampakos (GRE)  | 6.7     | 8.275   |      | 14.975 |

#### Saut de cheval
| Rang               | Gymnaste                   | Difficulté | Exécution | Pénalité | Score 1 | Difficulté | Exécution | Pénalité | Score 2 | Total  |
| Rang               | Gymnaste                   | Saut 1     | Saut 1    | Saut 1   | Saut 1  | Saut 2     | Saut 2    | Saut 2   | Saut 2  | Total  |
| ------------------ | -------------------------- | ---------- | --------- | -------- | ------- | ---------- | --------- | -------- | ------- | ------ |
| Médaille d'or      | Thomas Bouhail (FRA)       | 7.0        | 9.275     |          | 16.275  | 7.0        | 9.375     |          | 16.375  | 16.325 |
| Médaille d'argent  | Flavius Koczi (ROU)        | 7.0        | 9.300     |          | 16.300  | 7.0        | 9.325     |          | 16.325  | 16.312 |
| Médaille de bronze | Matthias Fahrig (GER)      | 7.0        | 9.400     |          | 16.400  | 6.6        | 9.450     |          | 16.050  | 16.225 |
| 4                  | Marek Lyszczarz (POL)      | 6.6        | 9.375     |          | 15.975  | 6.6        | 9.300     |          | 15.900  | 15.937 |
| 5                  | Daniel Popescu (ROU)       | 7.0        | 9.325     | 0.1      | 16.225  | 7.0        | 8.900     | 0.3      | 15.600  | 15.912 |
| 6                  | Jeffrey Wammes (NED)       | 6.6        | 9.325     | 0.1      | 15.825  | 6.6        | 9.275     |          | 15.875  | 15.850 |
| 7                  | Fabian Hambuchen (GER)     | 6.6        | 9.300     | 0.1      | 15.800  | 6.2        | 9.325     |          | 15.525  | 15.662 |
| 8                  | Dimitri Kaspiarovich (BLR) | 6.6        | 8.225     |          | 14.825  |            |           |          | 0.000   | 7.412  |

#### Barres parallèles
| Rang               | Gymnaste                 | Score D | Score E | Pén. | Total  |
| ------------------ | ------------------------ | ------- | ------- | ---- | ------ |
| Médaille d'or      | Yann Cucherat (FRA)      | 6.5     | 9.325   |      | 15.825 |
| Médaille d'argent  | Mitja Petkovsek (SVN)    | 6.5     | 9.300   |      | 15.800 |
| Médaille de bronze | Fabian Hambuchen (GER)   | 6.5     | 8.875   |      | 15.375 |
| 4                  | Adam Kierzkowski (POL)   | 6.0     | 9.100   |      | 15.100 |
| 5                  | Samuel Piasecky (SVK)    | 6.2     | 8.875   |      | 15.075 |
| 5                  | Cosmin Popescu (ROU)     | 6.2     | 8.875   |      | 15.075 |
| 7                  | Daniel Keatings (GBR)    | 6.0     | 9.000   |      | 15.000 |
| 8                  | Niki Boeschenstein (SUI) | 6.0     | 8.175   |      | 14.175 |

#### Barre fixe
| Rang               | Gymnaste                   | Score D | Score E | Pén. | Total  |
| ------------------ | -------------------------- | ------- | ------- | ---- | ------ |
| Médaille d'or      | Vlasios Maras (GRE)        | 6.700   | 8.675   |      | 15.375 |
| Médaille d'argent  | Yann Cucherat (FRA)        | 6.700   | 8.550   |      | 15.250 |
| Médaille de bronze | Nikolay Kuksenkov (UKR)    | 6.400   | 8.525   |      | 14.925 |
| 4                  | Aliaksandr Tsarevich (BLR) | 6.400   | 8.425   |      | 14.825 |
| 5                  | Epke Zonderland (NED)      | 7.000   | 7.575   |      | 14.575 |
| 6                  | Martin Konecny (CZE)       | 6.700   | 7.800   |      | 14.500 |
| 7                  | Jeffrey Wammes (NED)       | 6.000   | 8.025   |      | 14.025 |
| 8                  | Igor Cassina (ITA)         | 3.600   | 7.275   |      | 10.875 |

### Femmes

#### Concours général individuel
| Rang               | Gymnaste                  | Saut   | Barres asymétriques | Poutre | Sol    | Total  |
| ------------------ | ------------------------- | ------ | ------------------- | ------ | ------ | ------ |
| Médaille d'or      | Ksenia Semenova (RUS)     | 14.225 | 14.925              | 14.800 | 14.225 | 58.175 |
| Médaille d'argent  | Ksenia Afanaseva (RUS)    | 14.525 | 14.925              | 13.575 | 14.575 | 57.600 |
| Médaille de bronze | Ariella Kaeslin (SUI)     | 15.300 | 13.975              | 14.300 | 13.700 | 57.275 |
| 4                  | Ana Maria Izurieta (ESP)  | 14.850 | 13.175              | 14.300 | 14.000 | 56.325 |
| 5                  | Anamaria Tamirjan (ROU)   | 14.650 | 13.975              | 14.600 | 12.700 | 55.925 |
| 6                  | Aagje Van Walleghem (BEL) | 14.200 | 14.125              | 13.675 | 13.900 | 55.900 |
| 7                  | Marine Petit (FRA)        | 14.150 | 13.650              | 13.800 | 14.000 | 55.600 |
| 8                  | Anja Brinker (GER)        | 13.650 | 15.000              | 13.250 | 13.525 | 55.425 |
| 9                  | Vanessa Ferrari (ITA)     | 12.700 | 13.875              | 14.075 | 14.525 | 55.175 |
| 10                 | Marta Pihan-Kulesza (POL) | 13.600 | 14.200              | 13.650 | 13.700 | 55.150 |
| 11                 | Rebecca Downie (GBR)      | 14.325 | 15.000              | 11.700 | 14.050 | 55.075 |
| 12                 | Yana Demyanchuk (UKR)     | 13.625 | 13.700              | 14.500 | 13.175 | 55.000 |
| 13                 | Yasmin Zimmermann (SUI)   | 14.100 | 12.925              | 13.500 | 14.000 | 54.525 |
| 14                 | Diana Chelaru (ROU)       | 14.675 | 13.525              | 11.900 | 14.400 | 54.500 |
| 15                 | Mayra Kroonen (NED)       | 13.975 | 13.500              | 13.325 | 13.675 | 54.475 |
| 16                 | Kim Bui (GER)             | 14.150 | 14.400              | 11.575 | 14.250 | 54.375 |
| 17                 | Hannah Whelan (GBR)       | 13.550 | 13.925              | 13.750 | 13.100 | 54.325 |
| 18                 | Valentyna Holenkova (UKR) | 13.600 | 14.400              | 13.325 | 12.825 | 54.150 |
| 19                 | Youna Dufournet (FRA)     | 13.700 | 13.700              | 13.875 | 11.750 | 53.025 |
| 20                 | Valeria Maksuta (ISR)     | 14.025 | 11.800              | 13.725 | 13.275 | 52.825 |
| 21                 | Wyomi Masela (NED)        | 14.050 | 12.525              | 12.450 | 13.650 | 52.675 |
| 22                 | Naomi Ruiz Walker (ESP)   | 14.250 | 10.650              | 13.050 | 13.650 | 51.600 |
| 23                 | Laura Gombas (HUN)        | 13.400 | 10.050              | 11.175 | 13.075 | 47.700 |
| 24                 | Emily Armi (ITA)          | 13.625 | 2.000               | 12.925 | 13.825 | 42.375 |

#### Saut de cheval
| Rang               | Gymnaste                  | Difficulté | Exécution | Pénalité | Score 1 | Difficulté | Exécution | Pénalité | Score 2 | Total  |
| Rang               | Gymnaste                  | Saut 1     | Saut 1    | Saut 1   | Saut 1  | Saut 2     | Saut 2    | Saut 2   | Saut 2  | Total  |
| ------------------ | ------------------------- | ---------- | --------- | -------- | ------- | ---------- | --------- | -------- | ------- | ------ |
| Médaille d'or      | Ariella Kaeslin (SUI)     | 6.3        | 8.825     |          | 15.125  | 5.3        | 8.925     | 0.1      | 14.125  | 14.625 |
| Médaille d'argent  | Yulia Berger (RUS)        | 5.5        | 8.925     |          | 14.425  | 5.7        | 8.525     |          | 14.225  | 14.335 |
| Médaille de bronze | Anna Kalashnyk (UKR)      | 5.8        | 8.875     |          | 14.675  | 5.0        | 8.875     |          | 13.875  | 14.275 |
| 4                  | Aagje Van Walleghem (BEL) | 5.3        | 9.200     | 0.1      | 14.400  | 5.2        | 8.800     |          | 14.000  | 14.200 |
| 5                  | Kim Bui (GER)             | 5.4        | 8.700     |          | 14.100  | 5.3        | 8.900     |          | 14.200  | 14.150 |
| 6                  | Rebecca Downie (GBR)      | 5.8        | 8.625     |          | 14.425  | 4.8        | 8.825     |          | 13.625  | 14.025 |
| 7                  | Wyomi Masela (NED)        | 5.3        | 8.800     |          | 14.100  | 5.0        | 8.800     |          | 13.800  | 13.950 |
| 8                  | Jana Komrskova (CZE)      | 5.2        | 9.125     |          | 14.325  | 5.0        | 8.525     | 0.1      | 13.425  | 13.875 |

#### Barres asymétriques
| Rang               | Gymnaste                  | Score D | Score E | Pén. | Total  |
| ------------------ | ------------------------- | ------- | ------- | ---- | ------ |
| Médaille d'or      | Elizabeth Tweddle (GBR)   | 6.7     | 8.875   |      | 15.575 |
| Médaille d'argent  | Ksenia Semenova (RUS)     | 6.5     | 9.000   |      | 15.500 |
| Médaille de bronze | Anja Brinker (GER)        | 6.0     | 8.800   |      | 14.800 |
| 4                  | Ksenia Afanasyeva (RUS)   | 6.1     | 8.550   |      | 14.650 |
| 4                  | Youna Dufournet (FRA)     | 6.1     | 8.550   |      | 14.650 |
| 6                  | Rebecca Downie (GBR)      | 6.1     | 8.425   |      | 14.525 |
| 7                  | Anastasia Koval (UKR)     | 6.0     | 8.350   |      | 14.350 |
| 8                  | Valentyna Holenkova (UKR) | 5.2     | 7.500   |      | 12.700 |

#### Poutre
| Rang               | Gymnaste                | Score D | Score E | Pén. | Total  |
| ------------------ | ----------------------- | ------- | ------- | ---- | ------ |
| Médaille d'or      | Yana Demyanchuk (UKR)   | 5.9     | 8.875   |      | 14.775 |
| Médaille d'argent  | Anamaria Tamarjan (ROU) | 6.0     | 8.750   |      | 14.750 |
| Médaille de bronze | Gabriela Dragoi (ROU)   | 5.9     | 8.750   |      | 14.650 |
| 4                  | Marine Petit (FRA)      | 5.5     | 8.650   |      | 14.150 |
| 5                  | Ksenia Semenova (RUS)   | 5.7     | 8.425   |      | 14.125 |
| 6                  | Valeria Maksyuta (ISR)  | 5.7     | 8.075   |      | 13.725 |
| 7                  | Vasilikí Milloúsi (GRE) | 5.9     | 7.550   |      | 13.450 |
| 8                  | Yasmin Zimmerman (SUI)  | 5.5     | 7.350   |      | 12.850 |

#### Sol
| Rang               | Gymnaste                  | Score D | Score E | Pén. | Total  |
| ------------------ | ------------------------- | ------- | ------- | ---- | ------ |
| Médaille d'or      | Elizabeth Tweddle (GBR)   | 6.0     | 9.150   |      | 15.150 |
| Médaille d'argent  | Vanessa Ferrari (ITA)     | 5.4     | 9.275   |      | 14.675 |
| Médaille de bronze | Ksenia Semenova (RUS)     | 5.4     | 9.225   |      | 14.625 |
| 4                  | Ana Maria Izurieta (ESP)  | 5.4     | 8.675   |      | 14.075 |
| 4                  | Anamaria Tamarjan (ROU)   | 5.5     | 8.675   | 0.1  | 14.075 |
| 6                  | Valentyna Holenkova (UKR) | 5.1     | 8.825   |      | 13.925 |
| 7                  | Sandra Izbasa (ROU)       | 4.9     | 9.000   |      | 13.900 |
| 8                  | Lia Parolari (ITA)        | 4.8     | 8.725   |      | 13.525 |

## Tableau des médailles
| Rang  | Nation | Or | Argent | Bronze | Total |
| ----- | ------ | -- | ------ | ------ | ----- |
| 1     | GER    | 2  | 1      | 2      | 5     |
| 2     | FRA    | 2  | 1      | 0      | 3     |
| 3     | GRE    | 1  | 0      | 1      | 2     |
| 4     | HUN    | 1  | 0      | 0      | 1     |
| 4     | NED    | 1  | 0      | 0      | 1     |
| 6     | GBR    | 0  | 2      | 1      | 3     |
| 7     | UKR    | 0  | 1      | 1      | 2     |
| 8     | ROU    | 0  | 1      | 0      | 1     |
| 8     | SLO    | 0  | 1      | 0      | 1     |
| 10    | BUL    | 0  | 0      | 1      | 1     |
| 10    | ISR    | 0  | 0      | 1      | 1     |
| 10    | RUS    | 0  | 0      | 1      | 1     |
| TOTAL | TOTAL  | 7  | 7      | 8      | 22    |

| Rang  | Nation | Or | Argent | Bronze | Total |
| ----- | ------ | -- | ------ | ------ | ----- |
| 1     | GBR    | 2  | 0      | 0      | 2     |
| 2     | RUS    | 1  | 3      | 1      | 5     |
| 3     | SUI    | 1  | 0      | 1      | 2     |
| 3     | UKR    | 1  | 0      | 1      | 2     |
| 5     | ROU    | 0  | 1      | 1      | 2     |
| 6     | ITA    | 0  | 1      | 0      | 1     |
| 7     | GER    | 0  | 0      | 1      | 1     |
| TOTAL | TOTAL  | 5  | 5      | 5      | 15    |